# Меліліт

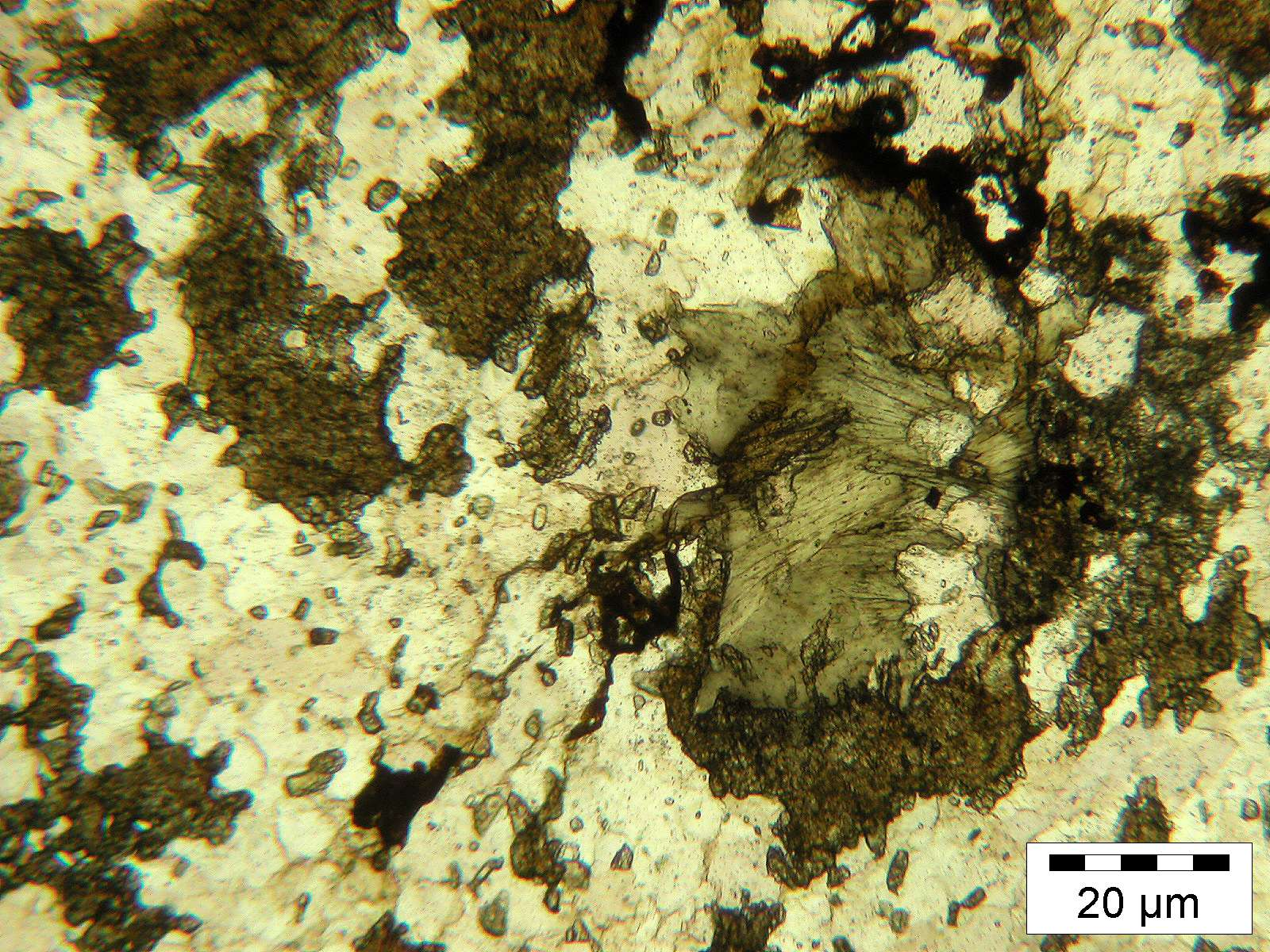
Меліліт

Меліліт — мінерал, складний алюмосилікат кальцію, калію, натрію, магнію та заліза острівної будови. Від грецьк. «мелі» — мед і «літос» — камінь (J.C.Delametherie, 1796).

## Загальний опис
Хімічна формула:
- 1. За Є. Лазаренком: Ca2(Mg, Al)[(Si, Al) SiO7].
- 2. За К.Фреєм: 2[(Ca, Na, K)2(Mg, Fe2+, Fe3+, Al)(Si, Al)2O7].

Властивості і склад меліліту змінюються від алюмініїстого різновиду — ґеленіту до магніїстого різновиду — акерманіту.
Склад, % (з Везувію): CaO — 31,96; Na2O — 4,28; Al2O3 — 11,20; MgO — 6,10; SiO2 — 43,96.
Домішки: FeO, K2O.
Сингонія тетрагональна.
Зустрічається у вигляді таблитчастих і короткопризматичних кристалів.
Густина 2,95-3,05.
Твердість 5-6.
Блиск від скляного до смолистого.
Колір медово-жовтий, коричневий, буро-зелений.
Риса безбарвна.
Крихкий.
Злам нерівний.
Асоціює з високотемпературними мінералами у скарнах та базальтах.
Зустрічається також у шлаках, ультраосновних лужних породах разом з монтичелітом і перовськітом.
Відомі знахідки: Айрон-Гілл (штат Колорадо, США), Скаут-Гілл (Північна Ірландія).
Рідкісний.

## Різновиди
Розрізняють:
- меліліт натріїстий (гіпотетична молекула Na2Si3O7, яка входить до складу меліліту).